# B’nai B’rith „Austria-Ezra” Bielsko
B’nai B’rith „Austria-Ezra” Bielsko (hebr. B’nai B’rith: בני ברית; pol. Synowie Przymierza; hebr. Ezra: עזרה; pol. pomoc) – pierwsza na terenie monarchii austro-węgierskiej loża B’nai B’rith założona w Bielsku w 1889. Przyjęła nazwę własną „Austria”.

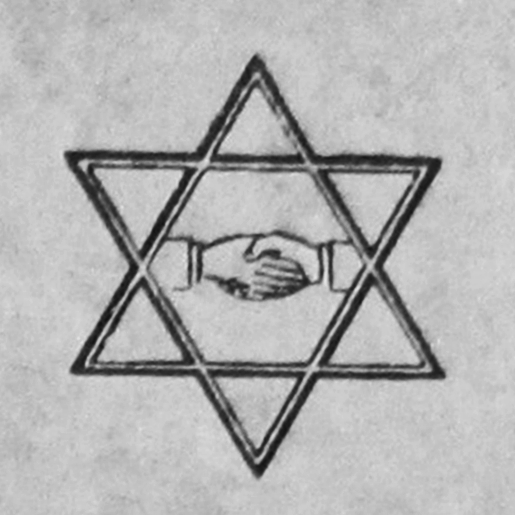
Emblemat bielskiej loży B’nai B’rith przedstawiający gwiazdę Dawida i ręce złożone w uścisku.

## Cele i charakter

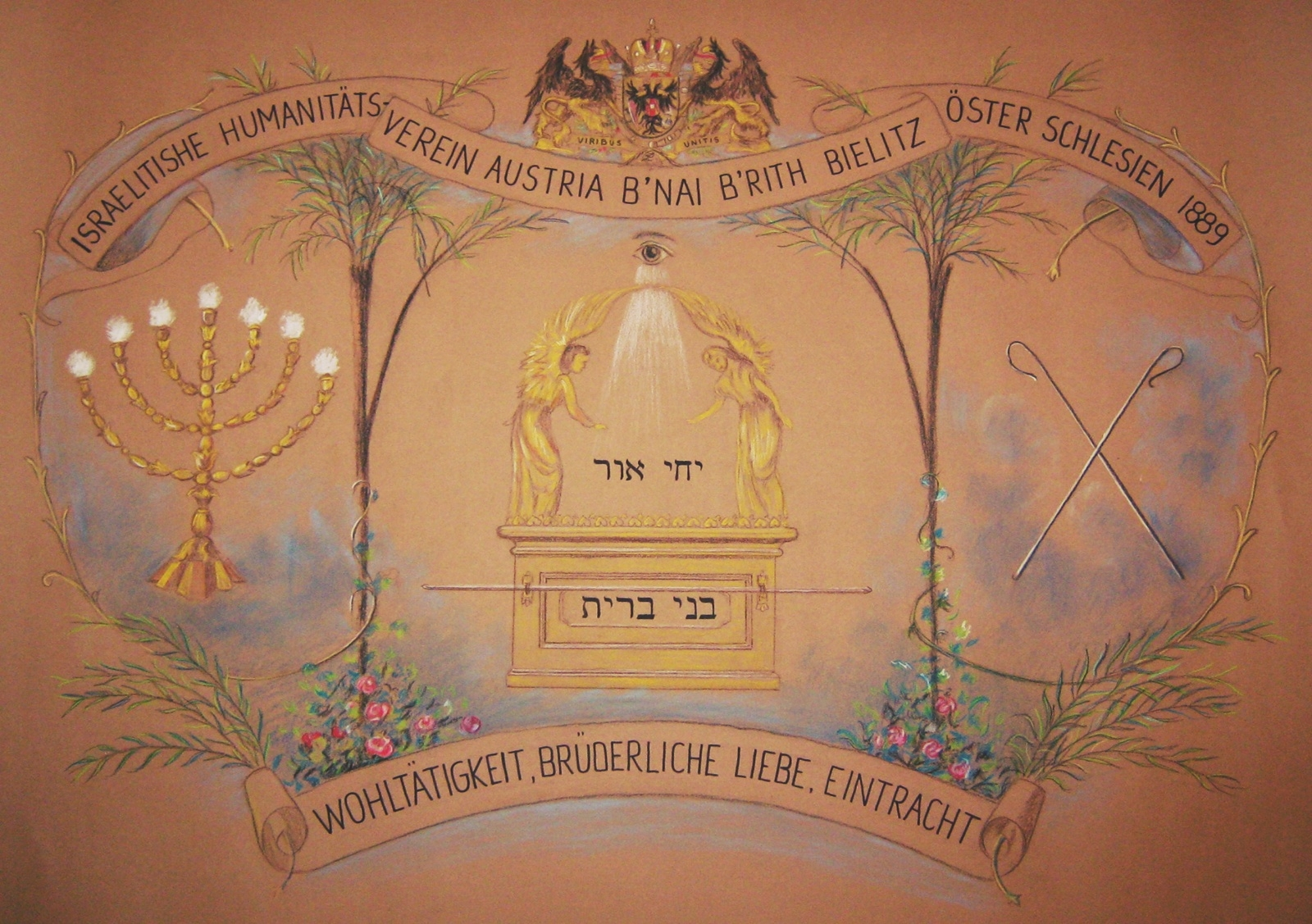
Obraz symboliczny bielskiej loży B’nai B’rith „Austria”. Wisi obecnie w siedzibie Gminy Wyznaniowej Żydowskiej w Bielsku-Białej

Bielska loża w statucie z okresu międzywojennego miała zapisane, że jej celem jest krzewienie wśród Żydów najczystszych zasad miłości bliźniego, najwyższych ideałów ludzkości i patriotyzm, wpajanie zasad etycznych, zamiłowania do piękna oraz do ofiarnej pracy dla dobra ogółu, popieranie i rozpowszechnianie nauki, literatury i sztuki, udzielanie pomocy radą i czynem wszystkim znajdującym się w potrzebie, łagodzenie nędzy ubogich, otaczanie opieką wdów, sierot i chorych, a także popieranie instytucji zmierzających do realizowania tych zasad w życiu. Sprawy polityczne były z zasady wykluczone z zakresu działania. Unikano także zajmowania się kwestiami religijnymi. W przemówieniu jubileuszowym z okazji 30-lecia istnienia bielskiej loży można przeczytać:

Z naszej działalności powinny wyrosnąć instytucje, które pozostaną i będą dalej działać, nowe odrosty, których owocami delektować się będziemy w przyszłości i których szczep pozostanie na przyszłość. To jest daleki cel pracy naszego zakonu. (...) W związku z tym nasza loża uważa za swoje zadanie – pozostawać w kontakcie z całą żydowską ludnością we wszystkich humanitarnych i kulturalnych przedsięwzięciach, współpracując z nimi ręka w rękę. Wyczulanie ich na nasze idee i wciąganie do współpracy przy ich urzeczywistnianiu traktujemy jako jedno z naszych najważniejszych zadań.

W dokumentach bielska loża B’nai B’rith używała nomenklaturę: „loża”, „zakon”, „bracia” oraz specyficzny rytuał spotkań i inicjacji nowych członków wzorowany na lożach wolnomularskich. Sama organizacja wielokrotnie odżegnywała się tego, by klasyfikować ich jako lożę wolnomularską, między innymi pisząc: Nasze stowarzyszenie nie ma nic wspólnego ze stowarzyszeniami masońskimi. Próbę rekonstrukcji tekstów i dokładny przebieg rytuału inicjacyjnego nowych członków bielskiej loży opisał, na podstawie odnalezionych dokumentów, historyk Jacek Proszyk w czasopiśmie „Studia Judaica”.

## Historia

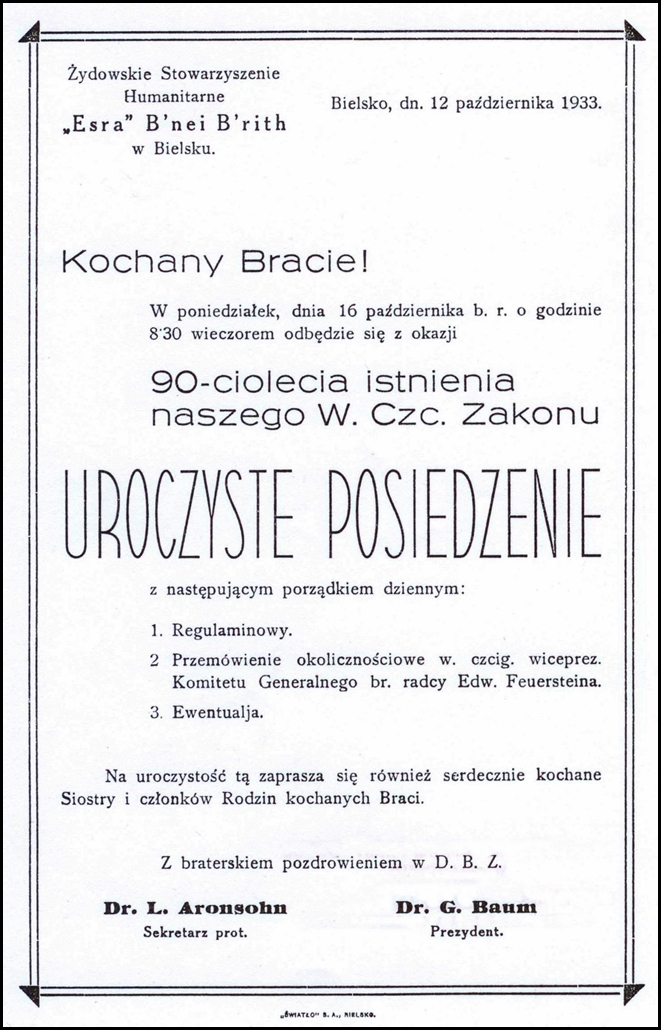
Zaproszenie na uroczystość z okazji 90-lecia istnienia B’nai B’rith w Bielsku 1933

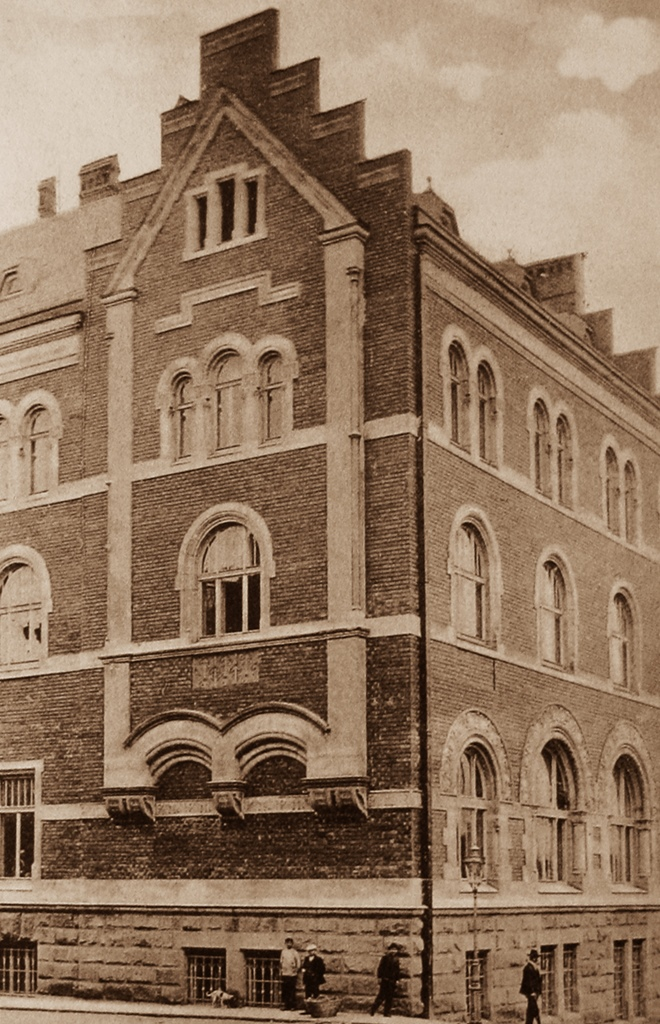
Siedziba Gminy Żydowskiej i B’nai B’rith w Bielsku, ul.Mickiewicza 22

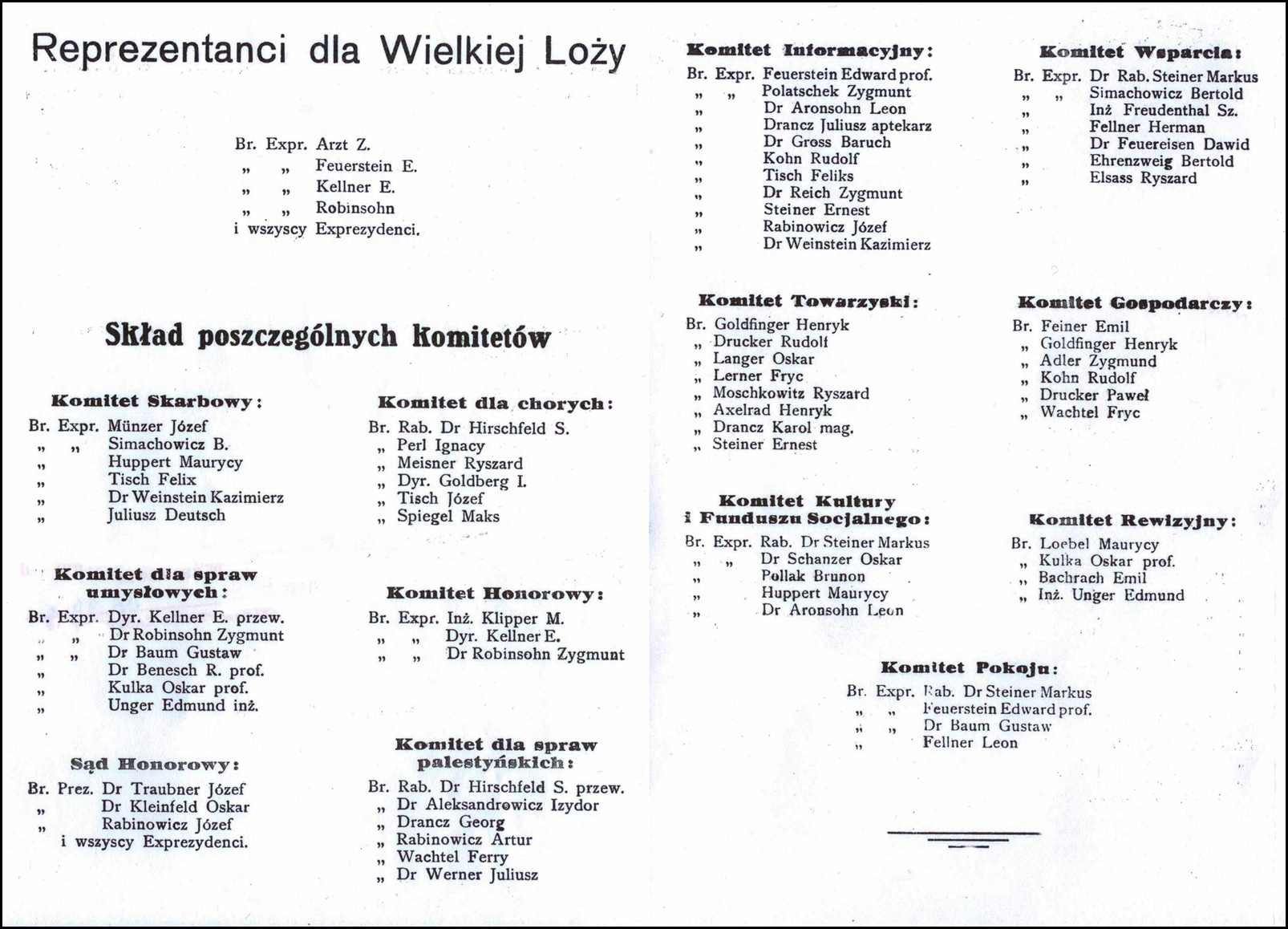
Reprezentanci do Wielkiej Loży oraz komitety B’nai B’rith z Bielska

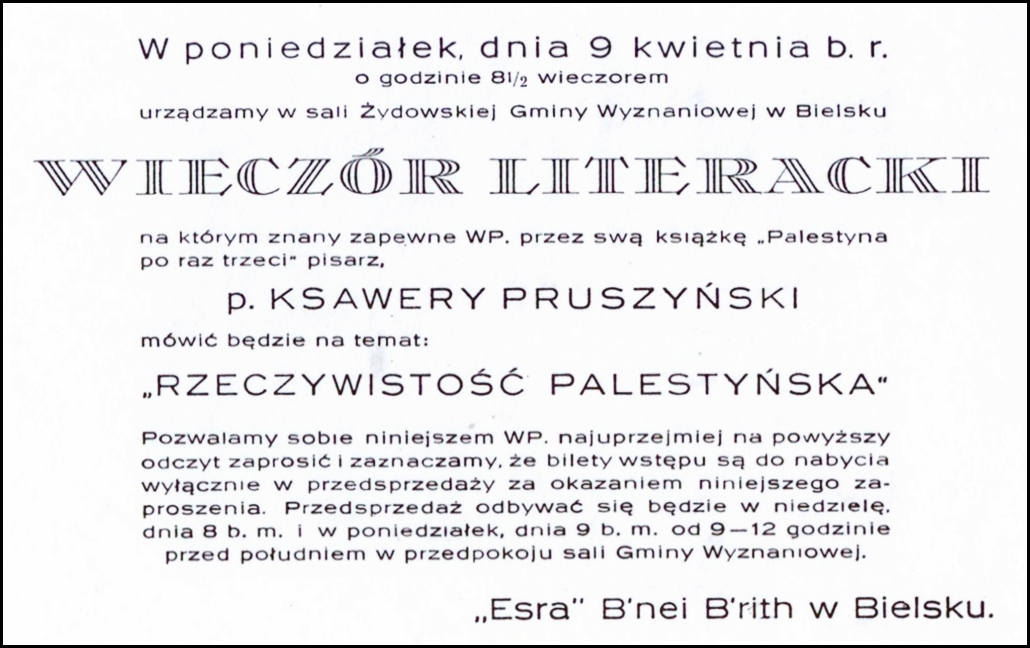
Zaproszenie na spotkanie z pisarzem Ksawerym Pruszyńskim

Przyczyną powstania bielskiej loży było wydalenie galicyjskich Żydów z prowincji Cesarstwa Niemieckiego, co spowodowało, że wielu członków niemieckich stowarzyszeń B’nai B’rith, szczególnie loży „Concordia” w Katowicach (założona w 1883), przeniosło się do Bielska w monarchii austro-węgierskiej. W dniu 1 września 1889 odbyła się, za zgodą Komitetu Wykonawczego B’nei B’rith w USA, inauguracja bielskiej loży. Oryginalna jej nazwa brzmiała: Israelitische Humanitäts-Verein „Austria” B’nai B’rith Bielitz österreichische Schlesien. 5 stycznia 1890 nastąpiło uroczyste przekazanie świadectwa powołania loży, które nadeszło pocztą z Nowego Jorku. Z biegiem czasu jej działalność loży-matki rozszerzała się i mogła zainicjować powołanie nowych lóż-córek: „Solidarność” w Krakowie (1892), „Union” w Pilźnie (1892), „Silesia” w Opawie i „Bohemia” w Pradze (1893). Gdy w 1894 w Pradze zgodnie z wzorem niemieckich i amerykańskich lóż spotkały się austriackie związki humanitarne B’nai B’rith, uroczyście powołano do życia Verband der österreichische Humanitätsvereine B’nai B’rith 10. Distrikt (Związek Austriackich Humanitarnych Związków B’nei B’rith, 10. Dystrykt). Podobnie szybko miała się urzeczywistnić myśl zjazdu w Bielsku, która wyszła z inicjatywy jej prezydenta, dra Jakuba Schanzera. Już w 1903 odbył się w Bielsku pierwszy zjazd braci lóż wschodnich, po nim nastąpiły kolejne w Opawie, Krakowie i Brnie. Po I wojnie, gdy Bielsko stało się miastem wchodzącym w skład II Rzeczypospolitej Polskiej, z punktu widzenia politycznego trudno było bielskiej loży zachować nazwę „Austria”. 21 grudnia 1925 loża podjęła decyzję o zmianie nazwy na „Ezra” (hebr. Ezra: עזרה; pol. pomoc). W okresie międzywojennym bielska „Ezra” należała do polskiego Związku Żydowskich Stowarzyszeń Humanitarnych B’nei B’rith Dystrykt XIII, do którego należały oprócz bielskiej, następujące loże: „Michała Sachsa” Chorzów, „Concordia” Katowice, „Solidarność” Kraków, „Rafała Koscha” Leszno, „Leopolis” Lwów, „Montefiore” Łódź, „Amicitia” Poznań, „Humanitas” Przemyśl, „Achdut” Stanisławów i „Braterstwo” Warszawa. Loże działały na mocy Rozporządzenia Prezydenta Rzeczypospolitej z 27 października 1932 – Prawo o stowarzyszeniach. Spotkania odbywały się w poniedziałki o godz. 20:30 początkowo w siedzibie Gminy Wyznaniowej Żydowskiej przy ul. Mickiewicza 22 (Elisabethstrasse 22), a od 16 września 1935 w nowym lokalu loży przy ul. Dąbrowskiego 6/m7, na I piętrze. W czasach II Rzeczypospolitej bielska „Ezra” należała do grupy lóż niemieckojęzycznych wraz z Katowicami, Królewską Hutą (Chorzowem), Poznaniem i Lesznem, skupiających w 1928 roku 321 członków. Polskojęzyczne loże skupiały w tym czasie ok. 600 członków. 24 stycznia 1928 w bielskiej loży odbyło się zebranie reprezentantów zakonu dystryktu XIII. Organizatorem spotkania był dr Maurycy Reich. Bielską lożę reprezentowali: Eduard Feuerstein, Eugen Kellner, Berthold Simachowitz oraz rabin dr Markus Steiner. Dyskutowanymi punktami obrad były między innymi: sprawozdanie z działalności Wielkiej Loży, sprawa Instytutu Nauk Judaistycznych w Warszawie, problem zmiany rytuału, sprawozdania finansowe i budżetowe oraz wybory członków do komitetów.

## Działalność
Począwszy od 1905 organizowano publiczne odczyty wspólnie z zarządem Gminy Wyznaniowej Żydowskiej w Bielsku w sali ich nowo wybudowanego gmachu kancelarii. Współpraca z gminą wyznaniową umożliwiła loży wspieranie i współtworzenie prac przy działalności opieki społecznej. Członkowie B’nai B’rith wspomagali gminę w przeprowadzeniu reformy opieki społecznej i stworzyli centralny organ zarządzający, mający na celu rozsądne i celowe wspieranie biednych. Ten centralny organ, w którego rękach złożona była cała żydowska opieka społeczna, składał się z trzech delegowanych komisji wyznaniowych: Bractwo Chewra Kadischa, Jüdischen Frauenwohltätigkeitsvereines (Żydowski Kobiecy Związek Dobroczynny) i „Austria” B’nai B’rith połączonych w Armenunterstützungs-Kommission (Komisję Wspierania Biednych). Podobnie połączyła bielska loża również miejscowe żydowskie towarzystwa naukowe. Dzięki staraniom „Austrii” powstała komisja o nazwie Jüdischer Volksbildungsausschutz (Żydowska Komisja Kształcenia Ludowego), w której reprezentowane były stowarzyszenia naukowe, gmina wyznaniowa i żydowscy nauczyciele. Komisja była sponsorowana głównie z datków przekazywanych przez członków loży B’nai B’rith. Również tutejsze stowarzyszenie rzemieślnicze było wspierane przez lożę, która doprowadziła do jego rozwoju. Zwłaszcza dzięki staraniom przewodniczącego, radcy Josefa Langfeldera, napłynęły składki i darowizny, które przyczyniały się do rozwoju kształcenia w rzemiośle bielskich Żydów. Aby wspomóc organizację w rozpowszechnianiu swoich idei, małżeństwo Jakub i Theresa Schanzer z okazji 25 rocznicy zawarcia ślubu powołali ku temu 27 marca 1917 fundację dobroczynną swojego imienia. Celem fundacji było wydawanie drukiem i rozpowszechnianie prac mających za cel zbliżanie do siebie ludzi w duchu tolerancji i humanizmu. Do innych ważnym działań prowadzonych z inicjatywy bądź ze wsparciem loży należało założenie Jüdische Volksbank (Żydowskiego Banku Ludowego) czy powstanie 5-klasowej żydowskiej szkoły powszechnej i dwuletniego przedszkola w Bielsku. Jednak członkowie B’nai B’rith najaktywniej zaangażowali się w działalność i finansowanie dwóch stowarzyszeń: Freitischverein (Towarzystwo Darmowego Stołu w Bielsku) i Ferienheim (Dom Wakacyjny w Bielsku). Niemały wkład w prowadzoną działalność dobroczynną wśród ludności żydowskiej Bielska miała też inicjatywa powołania żydowskiego domu sierot w Jaworzu, zwanego potocznie Fundacją Simachowitzów. W czasie I wojny światowej w sposób szczególny swą dobroczynną działalność zaznaczyło bielskie B’nai B’rith, tworząc komitet, na czele którego stanęli: ówczesny prezydent i radny, prof. Eduard Feuerstein oraz radny dr Oskar Schanzer. Organizacja zaoferowała wszelką pomoc, jakiej w danym momencie mogli udzielić, aby zaspokoić potrzeby uchodźców ze wschodniej Galicji, a środki na ten cel zostały zebrane w znacznym stopniu przez jej członków. W okresie międzywojennym nadal instytucja ta jednoczyła wiele środowisk żydowskich, które na innych polach aktywności społecznej i politycznej konkurowały ze sobą. Bowiem idee loży stanowiły platformę współpracy dla Bertholda Simachowitza (asymilatora proniemieckiego), Zygmunta Arzta (syjonisty), Józefa Rabinowitza (ortodoksa) czy rabina dra Samuela Hirschfelda (lidera religijnych syjonistów z Mizrachi). W okresie międzywojennym, podobnie jak w czasach austriackich, działaniami prowadzonymi przez członków loży było urządzanie odczytów, zebrań, pogadanek, utrzymywanie biblioteki, pielęgnowanie życia towarzyskiego, udzielanie pomocy moralnej i materialnej swym członkom, akcje humanitarne i społeczne. Każde zebranie rozpoczynał prezydent uroczystym przemówieniem. Podobne przemówienie wygłaszał wiceprezydent przy zamknięciu zebrania. Porządek obrad zazwyczaj zawierał następujące punkty: usprawiedliwienie nieobecnych, odczytanie protokołu poprzedniego zebrania, odczytanie korespondencji, sprawozdanie o kandydatach, przyjęcie kandydatów, wprowadzenie kandydatów, zgłoszenie nowych kandydatów, sprawozdanie „grona urzędników”, sprawozdanie kasowe, sprawozdanie komitetów (komisji), omówienie spraw dotyczących celów i zadań stowarzyszenia oraz wolne wnioski. Obrady na zebraniach odbywały się z powagą i godnością przy ścisłym zachowaniu form parlamentarnych i uwzględnieniem braterskiego węzła łączącego członków.
Bielska organizacja B’nai B’rith corocznie organizowała około 20 otwartych odczytów i spotkań, na które zapraszani byli członkowie loży wraz z rodzinami. Podejmowane tematy dotyczyły historii, religii, kultury czy filozofii żydowskiej. Oto kilka wybranych tematów odczytów: „Święta żydowskie”, „Obraz charakteru Spinozy”, „Shylock i antysemici” czy „Życie i twórczość Majmonidesa” wygłaszane przez rabina dr Markusa Steinera, „Twórczość Maurycego Gottlieba” czy „Rembrandt i Żydzi” dra Otto Schneida, następnie „dzieje Żydów we Lwowie” prof. Majera Bałabana, „Znaczenie obrzezania” dra Izydora Aleksandrowicza, „80 rocznica urodzin Sigmunda Freuda” dra Gustawa Bauma, „Berek Joselewicz” czy „Poezja Chaima Nachmana Bialika” rabina dr Samuela Hirschfelda oraz „Filozofia Majmonidesa” Mojżesza Zippera lub „Opowieści o Baal Szem Towie”. Częstym tematem spotkań były sprawy syjonistyczne, pionierska działalność B’nei B’rith w Palestynie oraz wrażenia braci z podróży do Erec Israel. Uczestnicy spotkań słuchali też wykładów o rozwoju techniki i wynalazkach jak np. odkryciu Michaela Faradaya czy teorie o atomach. Czasami spotkali się, by słuchać literatury i poezji oraz żydowskich aktorów miejskiego teatru. Deklamowano wiersze J.W. Goethego oraz słuchano koncertów dzieci członków loży. Na te spotkania zapraszani byli goście, którzy promowali swoje książki. W 1933 odbyło się spotkanie z poetą i publicystą Samuelem Jakubem Imberem ze Złoczowa. Tego samego roku reporter, publicysta i literat Ksawery Pruszyński wygłosił odczyt pt. „Rzeczywistość palestyńska”, który nawiązywał do jego nowej książki Palestyna po raz trzeci. Pruszyński w następnych latach także odwiedzał bielską lożę z odczytami. W maju 1937 Felix Weltsch, filozof i teolog, działacz syjonistyczny w Pradze i dyrektor Biblioteki Uniwersytetu Jerozolimskiego, promował swoją książkę pt. Das Wagnis der Mitte. W sali loży organizowane były wystawy malarstwa, między innymi Maurycego Apfelbauma i Benziona Katza (1928), Emila Schinagela, lekarza medycyny, malarza i grafika (1936), Norberta Nadla z Krakowa oraz Menaszego i Efraima Seidenbeutelów z Warszawy (1937).
Czasami członkowie bielskiej społeczności żydowskiej zwracali się do loży o jednorazową pomoc. Na przykład syn dra Rudolfa Benescha, który wyjeżdżał do Londynu w 1936, prosił o list polecający do członków angielskiej loży. W 1936 i 1937 „Ezra” pomagała w wyjeździe do Palestyny bielskim chalucom, np. Ludwikowi Bialerowi (Arie Levani) czy Leonowi Manheimerowi. Dotacje członków loży zasilały konta żydowskich klubów sportowych Hakoah i Makkabi. W czasie kryzysu lat dwudziestych loża zorganizowała biuro pośrednictwa pracy dla żydowskiej młodzieży, poszukując wolnych miejsc pracy wśród przemysłowców i kupców bielskich. Systematyczną pomoc bielski B’nai B’rith przesyłał Towarzystwu Przyjaciół Uniwersytetu Hebrajskiego w Jerozolimie. Kwartalne sprawozdanie loży za 1935 zawierało dane finansowe. Wówczas saldo wnosiło 893,30 zł, przychód wyniósł 5050,43 zł, który składał się ze składek kwartalnych, funduszy dyspozycyjnych, funduszu wdów i sierot oraz innych przychodów. Rozchód wyniósł 5442,69 zł, na co składały się tzw. „wydatki rozmaite”, fundusz dyspozycyjny, fundusz wdów i sierot. Z kolei wydatki w 1936 roku przekazano na następujące cele: dla komisja ubogich w gminie żydowskiej – 2400 zł, instytut ociemniałych w Bojanowie – 200 zł, organizacji żydowskich studentów „Ognisko” – 480 zł, na pomoc społeczną dla chaluców „Ezra” – 200 zł, na Żydowski Fundusz Narodowy – 480 zł, dla dzieci żydowskich z Niemiec, które były na kolonii w Szczyrku – 1000 zł, na fundusz socjalny i kulturalny – 5000 zł, inne akcje pomocowe 1200 zł, na bibliotekę – 100,90 zł co dało kwotę 5172,70 zł.

## Biblioteka

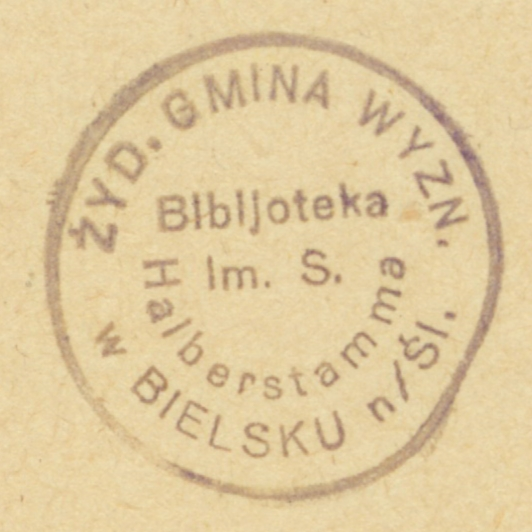
Pieczęć biblioteki Gminy Wyznaniowej Żydowskiej w Bielsku

W 1905 bielska B’nai B’rith postanowiła założyć żydowską bibliotekę, aby członkom gminy i podróżującej młodzieży mogła być przekazywana wiedza o żydowskiej kulturze, literaturze i historii. Pomysł ten, wspierany finansowo przez członków loży, został wkrótce urzeczywistniony. Już w listopadzie tego roku została otwarta, częściowo z książek pochodzących z prywatnej biblioteki po znanym uczonym Salomonie Joachimie Halberstamie. Bibliotekę prowadził zasłużony dla loży „brat bibliotekarz” Leo Bachrach. W 1927 liczyła ponad 2000 pozycji i była oficjalną biblioteką miejscowej gminy żydowskiej, jednak prowadzoną i utrzymywaną przez członków loży B’nai B’rith.

## Sekcja kobieca

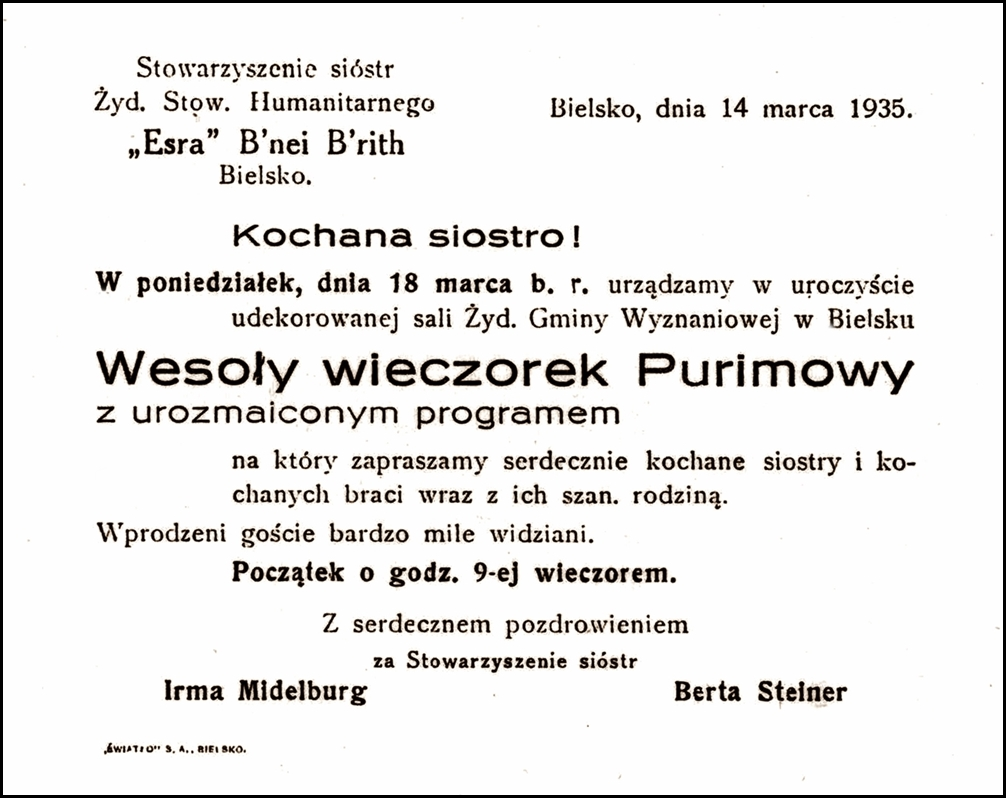
Stowarzyszenie Sióstr B’nai B’rith Bielsko 1935 – zaproszenie na spotkanie

Loża B’nai B’rith z założenia była organizacją zrzeszającą mężczyzn, chociaż miała także sekcję kobiecą. W Bielsku na jej czele stały Irma Midelburg i Berta Steiner. Kobiety zajmowały się głównie działalnością dobroczynną oraz przygotowywaniem uroczystych i otwartych spotkań loży. Często na drukowanych zaproszeniach na odczyty odbywające się w czasie poniedziałkowych posiedzeń był dopisek: Na ten nadzwyczaj interesujący ogólnie przystępny odczyt zaprasza się serdecznie kochane Siostry i członków Rodzin kochanych Braci z prośbą o polecenie swoim znajomym tego odczytu.

## Statystyka
Ezra w okresie międzywojennym przedstawiała się następująco: w latach 1919–1927 związek liczył od 92 do 99 członków. W 1928 było 98, w tym 72 z Bielska, 16 z miast śląskich i 10 z Małopolski. Wśród członków było 2 rabinów, 1 kantor, 2 nauczycieli, 2 magistrów, 5 lekarzy, 7 profesorów, 7 adwokatów, 9 inżynierów, 10 dyrektorów fabryk i urzędników bankowych, 17 kupców, 5 prywatnych przedsiębiorców, 31 przemysłowców. W 1933 było 73 członków, w 1937 – 87 członków, a w ostatnim roku, 1938 – 91 członków. Miejscowości, z których pochodzili członkowie, to: Bielsko, Biała, Andrychów, Cieszyn, Czechowice, Dziedzice, Skoczów, Strumień, Oświęcim, Żywiec. Poza tym za granicami: Prostějov, Kladno i Praga w Czechach, Wiedeń w Austrii oraz Meksyk.

## Prezydenci i marszałkowie
Prezydenci
- dr Jakub Grossmann (1889–1892)
- Siegmund Friedl (1892)
- Arnold Haas (1893–1894)
- dr Samuel Reich (1894)
- dr Sigmund Markusfeld (1895–1896)
- dr Ludwik Reich (1896–1897)
- Leopold Blüh (1897)
- Carl Hecht (1898–1899)
- dr Josef Stekel (1900–1901)
- Siegmund Polatschek (1902–1903)
- Theodor Pollak (1904–1906)
- dr Josef Stekel (1907)
- dr Samuel Landau (1908)
- Josef Münzer (1909–1910)

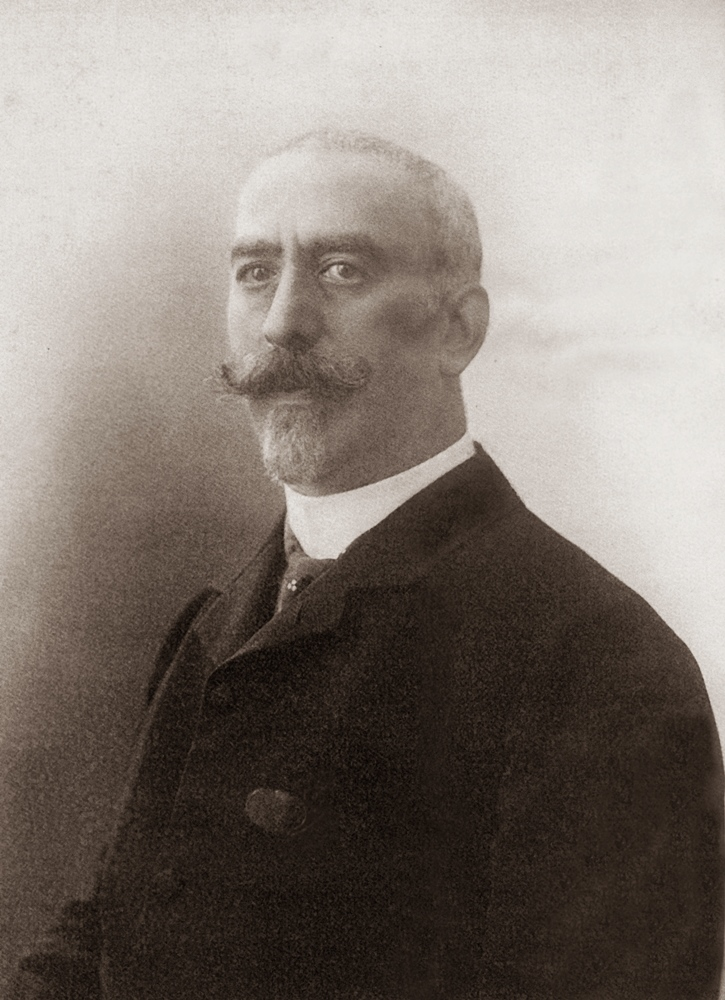
Theodor Pollak

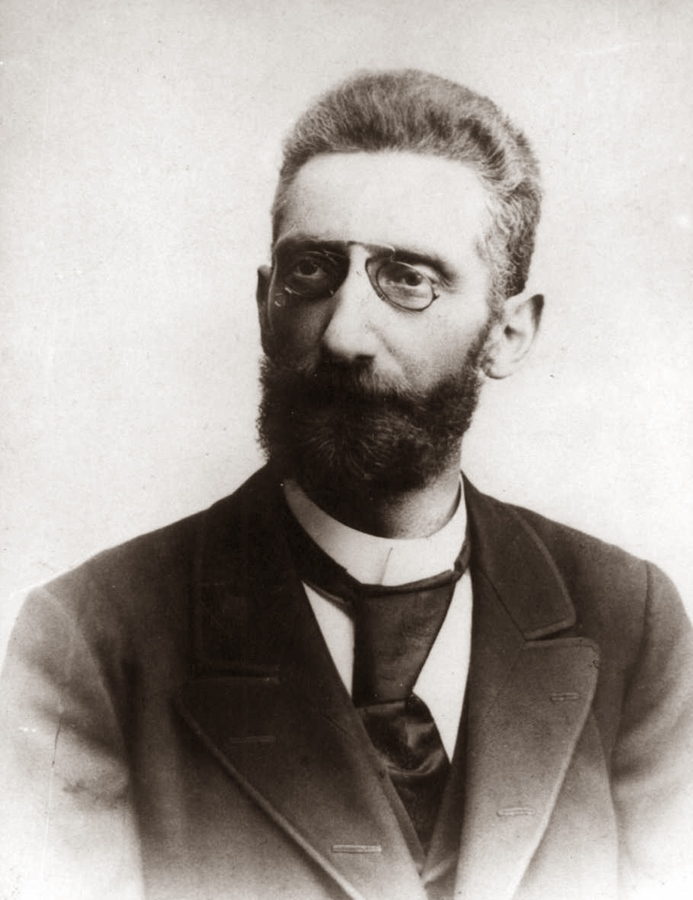
Siegmund Markusfeld

- rabin dr Markus Steiner (1911–1912)
- prof. Eduard Feuerstein (1913–1917)
- Jakob Schanzer (1918–1919)
- dr Oskar Schanzer (1920)
- dr Zygmunt Robinsohn (1921–1923)
- Berthold Simachowitz (1924)
- prof. Eugen Kellner (1925–1927)
- Zygmunt Arzt (1928)
- rabin dr Markus Steiner (1929–1930)
- prof. Eduard Feuerstein (1931–1932)
- dr Gustaw Baum (1933)
- prof. Eugen Kellner (1934–1935)
- Max Klipper (1936)
- dr Josef Traubner (1937–1938)

Marszałkowie: 
- Rudolf Benesch (1922, 1923)
- Brunon Pollak (1924)
- Ryszard Borger (1925, 1926)
- Edmund Unger (1927)
- Juliusz Deutsch (1928)
- Henryk Goldfinger (1933)
- Feliks Tisch (1936–1938)

## Delegalizacja loży

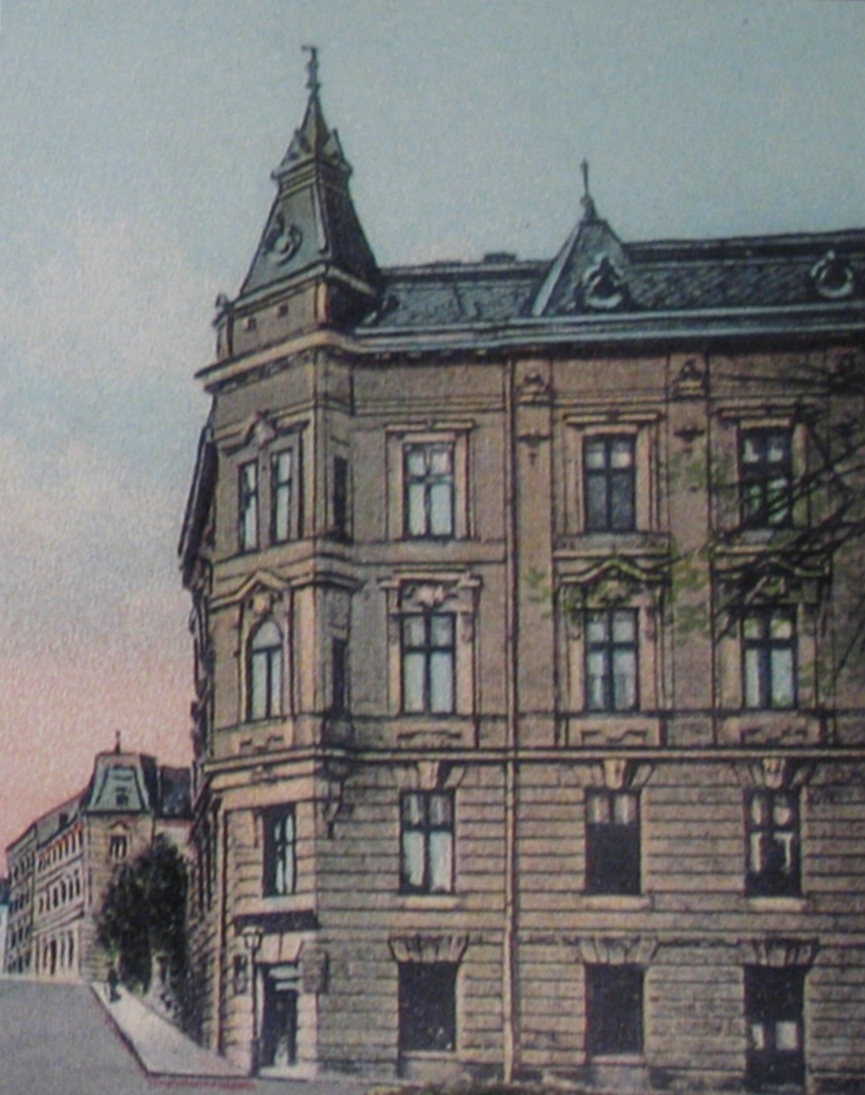
Ostatnia siedziba B’nai B’rith w Bielsku, ul. Dąbrowskiego 6

Sejm Rzeczypospolitej Polskiej IV kadencji, na sesji 25 marca 1938 zapoznał się z projektem ustawy „o zwalczaniu masonerii”, czego konsekwencją był dekret Prezydenta RP z 22 listopada 1938 (Dz.U.R.P. nr 91, poz. 624), który rozwiązywał na terenie całego kraju loże masońskie, a ich majątek miał być przeznaczony na cele dobroczynności publicznej. Ponieważ loże B’nai B’rith uważały, że niesłusznie uważano je za organizacje masońskie, wystosowały specjalne oświadczenie:

Nasze stowarzyszenie nie ma nic wspólnego ze stowarzyszeniami masońskimi. Jesteśmy apolitycznym stowarzyszeniem dobroczynności, które zawsze działało i działa w kierunku pozytywnie państwowym.

Przeciwstawiały się licznym informacjom prasowym, w których B’nai B’rith posądzano o międzynarodową konspiracyjną i tajną działalność antypaństwową. W odpowiedzi na te doniesienia, loże stwierdzały, że organizacja B’nai B’rith jest w pełni legalną i działa w oparciu o obowiązujące przepisy i ustawy. Skład osobowy stowarzyszeń B’nai B’rith, jak i ich działalność nie stanowiły żadnej tajemnicy. Przedstawiciele bielskiej loży aktywnie brali udział w zebraniach i akcji informacyjnej, by nie dopuścić do delegalizacji związku. Między innymi oczekiwano na pomoc i interwencję ze strony międzynarodowej konferencji w Évian, którą zainicjował prezydent Roosevelt. W tym celu z misją wyruszył prezydent bielskiej loży „Ezra” dr Josef Traubner wraz z drem Fritzem Reichmannem. Pomimo licznych spotkań i korespondencji, także z władzami wojewódzkimi, politykami rządzącymi i Ministerstwem Spraw Wewnętrznych, nie udało się wykluczyć związku B’nai B’rith z ustawy likwidacyjnej. W grudniu 1938 minister spraw wewnętrznych wyznaczył likwidatora loży w osobie sędziego grodzkiego Władysława Jachimiaka. Ten sporządził w lokalu loży protokół, w którym wymienił wszystkie ruchomości. W pierwszym pokoju były stoliki do gry w karty i 6 portretów. W drugim duży obraz malarza Norberta Nadela, dwa drzeworyty Jakuba Glasnera, dwa portrety Jakuba Glasnera i dyplom Żydowskiego Funduszu Narodowego. Na ścianach czwartego pokoju znajdowała się boazeria fornirowana z orzechu kaukaskiego oraz menora z napisem w języku hebrajskim. W piątym pokoju na postumencie antyczny mosiężny kuty 9-ramienny świecznik chanukowy (o dużej wartości muzealnej). W kancelarii loży: szafa biblioteczna, a w szafie między innymi kilka dzieł bibliotecznych o znacznej wartości, kronika, odznaki członkowskie, archiwum, liczne fotografie oraz szesnaście drzeworytów Jakuba Glasnera. Poza tym na ścianach duży emblemat przedstawiający gwiazdę Dawida i ręce złożone w uścisku oraz tablice z nazwiskami zmarłych członków. Bielska loża B’nai B’rith „Austria – Ezra” działała przez 49 lat.